# Juan Martín Nero

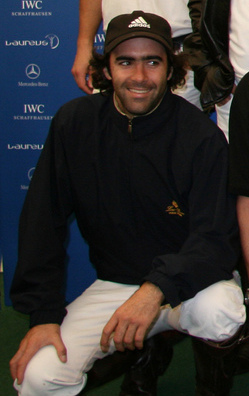
J.M. Nero (2007)

Juan Martín Nero (* 14. April 1981 in Trenque Lauquen, Argentinien) ist ein argentinischer Polospieler mit Handicap 10. Er gehört zu den besten Spielern der Welt und stand 2017 auf Platz 3 der Weltrangliste.

## Leben
Juan Martin Nero hatte seine ersten internationalen Erfolge, als er 2001 mit dem Team Talandracas den Gold Cup Deauville (Frankreich) und den Gold Cup Sotogrande (Spanien) gewann. Es folgten zahlreiche weitere Gewinne in Argentinien, den USA und Europa, darunter der Cartier Polo World Cup on Snow (St. Moritz, Schweiz), der Gold Cup und der Queen’s Cup (Großbritannien) und der C. V. Whitney Cup (USA). 2009 gewann er bislang den USPA Gold Cup (USA) mit Lechuza Caracas.
2004 spielte Nero zum ersten Mal in den Argentine Open. 2008 wurde er in das Team Ellerstina berufen, wo er Matias Mac Donough ersetzen sollte. Mit Ellerstina gewann er zunächst das erste Turnier der „Triple Corona“ die Tortugas Open und erreichte ein paar Monate später seinen bisher größten sportlichen Erfolg, nämlich den Gewinn der Argentine Open.
Im Anschluss daran wurde sein Handicap auf 10 heraufgesetzt und machte damit Ellerstina zum zweiten Team, neben La Dolfina, mit einem „perfektem“ Team-Handicap von 40.
Außer für die o. g. Mannschaften spielte Nero u. a. für Teams wie Indios Chapaleufu I, Loro Piana, Jedi, Azzurra und La Lechuza Caracas.
Er ist verheiratet mit Josefina Aldanondo und lebt in Trenque Lauquen, in der Provinz Buenos Aires.